# Peter Allam

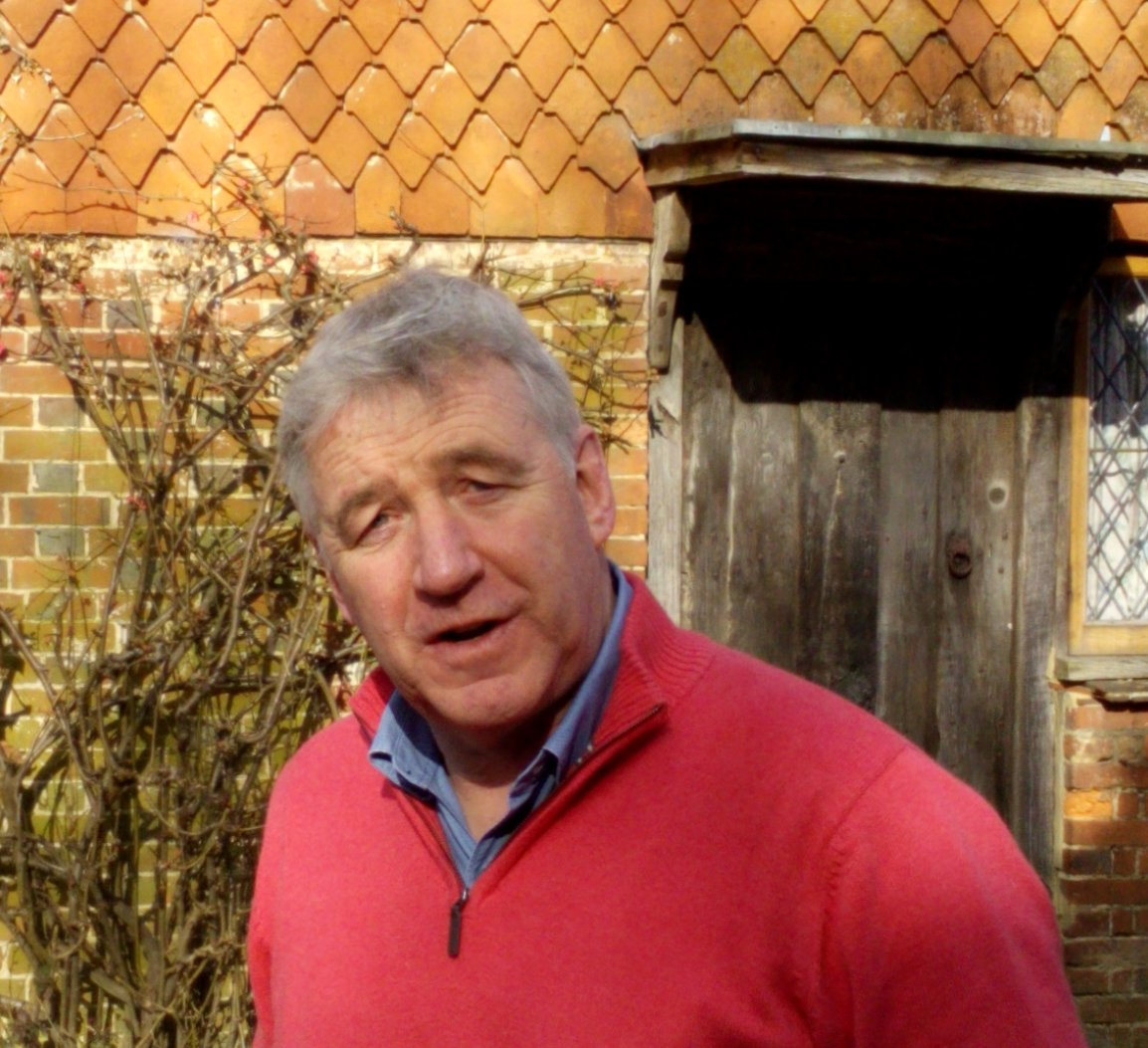
Peter Allam - 2015

Peter Frank Allam (Christchurch, 25 de julio de 1959) es un deportista británico que compitió en vela en la clase Flying Dutchman. Participó en dos Juegos Olímpicos de Verano en los años 1984 y 1992, obteniendo una medalla de bronce en Los Ángeles 1984 en la clase Flying Dutchman.

## Palmarés internacional
| Juegos Olímpicos | Juegos Olímpicos             | Juegos Olímpicos  | Juegos Olímpicos |
| Año              | Lugar                        | Medalla           | Clase            |
| ---------------- | ---------------------------- | ----------------- | ---------------- |
| 1984             | Los Ángeles (Estados Unidos) | Medalla de bronce | Flying Dutchman  |